# Luciano Cigno
Luciano Cigno (n. Buenos Aires, Argentina; 29 de febrero de 1988) es un futbolista argentino que juega como mediocampista ofensivo. Actualmente se encuentra en U.S.C. de Bananier de Guadeloupe

## Clubes
| Club                      | País              | Año           |
| ------------------------- | ----------------- | ------------- |
| Vélez Sarsfield           | Argentina         | 2008-2011     |
| A. C. Bellinzona          | Suiza             | 2011          |
| Almagro                   | Argentina         | 2012-2013     |
| Dock Sud                  | Argentina         | 2014-2015     |
| Maccabi Ahi Nazareth F.C. | Israel            | 2015-2016     |
| Club Atlético Ciclón      | Bolivia           | 2016-2017     |
| Sacachispas               | Argentina         | 2017-2018     |
| El Porvenir               | Argentina         | 2018-2019     |
| Old Road FC               | Antigua y Barbuda | 2019          |
| Empire FC                 | Barbados          | 2020-2021     |
| U.S.C. de Bananier        | Guadeloupe        | 2021-Presente |